# Ángel Luis
Ángel Luis Fernández Serrano, meglio noto semplicemente come Ángel Luis (Puertollano, 26 febbraio 1970), è un allenatore di calcio ed ex calciatore spagnolo, di ruolo centrocampista.

## Carriera

### Club
Ha vestito le maglie di L'Hospitalet, Espanyol, Maiorca, Mérida, UE Lleida, Villarreal, Logroñés e Sant Andreu, giocando tra la prima e la quarta divisione spagnola.